# لوناماترونا
لوناماترونا، (بالإنجليزية:  Lunamatrona)‏، هي بلدية في مقاطعة جنوب سردينيا، في إقليم سردينيا الإيطالي، وتقع على بعد حوالي 50 كم (31 ميل) شمال غرب كالياري، وحوالي 9 كيلومترات (6 ميل) شمال سانلوري، في مارميلا الداخلية.

## السكان
في سنة 1861 بلغ عدد السكان 968 نسمة، وتطور العدد ليصل في سنة 2011 لـ 1٬783 نسمة.
يظهر هذا المخطط البياني تطور النمو السكاني لـ لوناماترونا